# Cowie Nunatak
Cowie Nunatak är en nunatak i Antarktis. Den ligger i Östantarktis. Nya Zeeland gör anspråk på området. Toppen på Cowie Nunatak är 1 782 meter över havet.
Terrängen runt Cowie Nunatak är platt norrut, men söderut är den kuperad. Trakten är obefolkad. Det finns inga samhällen i närheten. 